# Garin Malam Gona
Garin Malam Gona ist ein Dorf im Arrondissement Zinder II der Stadt Zinder in Niger.

## Geographie
Das von einem traditionellen Ortsvorsteher (chef traditionnel) geleitete Dorf befindet sich nördlich des Stadtzentrums im ländlichen Gemeindegebiet von Zinder, der Hauptstadt der gleichnamigen Region Zinder. Zu den Nachbardörfern von Garin Malam Gona zählen Kanga Garin Daoudou im Nordwesten, Bilmari im Nordosten, Dan Ladi im Südosten, Garin Bardeï im Südwesten und Janroua im Westen.
Wie im gesamten Gemeindegebiet von Zinder herrscht das Klima der Sahelzone vor, mit einer durchschnittlichen jährlichen Niederschlagsmenge zwischen 300 und 400 mm.

## Bevölkerung
Bei der Volkszählung 2012 hatte Garin Malam Gona 538 Einwohner, die in 78 Haushalten lebten.

## Wirtschaft und Infrastruktur
Durch Garin Malam Gona führt die 187,5 Kilometer lange Nationalstraße 34 zwischen der Nationalstraße 11 und Gouré. Es handelt sich um eine einfache Erdstraße.